# Groteska
Groteska (ital. grottesco od grotta – „pećina“) je karikaturalno-fantastična i iskrivljena slika stvarnosti, koja ne izaziva komična, već zastrašujuća osećanja.

## Etimologija i počeci
Naziv je dobila po podzemnim razvalinama antiknih terma i palata, nazvanim pećinama, a naročito po palati Titusa u Rimu, gde su nađene neobične slikarije na kojima su neprirodno i paradoksalno spajani biljni, životinjski i ljudski delovi, te je u početku vezana isključivo za slikarstvo.
Pojavljuje se u 16.v. u književnosti i slikarstvu (Rafael, Boš – ispreturani ljudski i životinjski oblici, dvoglava bića i detalji iz biljnog sveta). Gete insistira na njihovoj živosti i frivolnosti kao rezultatu bogate umetnikove imaginacije. Reč groteska je tada bila vezana ne samo za nešto bezbrižno fantastično ili razigrano veselo, već i za zlokobno i grešno u svetu različitom od nama poznatog.

## Istorija groteske
Kao izraz suprotstavljanja opšteprihvaćenim shvatanjima i verovanjima i kao znak otuđenosti od sveta, naročito je prisutna u epohama u kojima se razbija vera u racionalne i prirodne osnove na kojima je izgrađen svet i u kojima fantazija gradeći sliku raspadanja određene duhovne strukture prelazi sve granice prirodno mogućeg i racionalno prihvatljivog. Te epohe su kasni srednji vek, romantizam i savremena književnost, počevši od njenog velikog prethodnika Bodlera.
Međutim, groteska je najizrazitije prisutna u ekspresionizmu i nadrealizmu, kao i u savremenoj književnosti alijenacije i apsurda.
Inače, na groteskne oblike nailazimo več kod Bokača, Rablea i Servantesa.
Među romantičarima o groteski je posebno pisao Viktor Igo u predgovoru Kromvelu, a najpoznatiji su pisci i pesnici u čijim delima nalazimo njene elemente u nemačkoj književnosti Žan Paul i E.T.A. Hofman, u aglo-američkoj Bajron, E. A. Po i Čarls Dikens, a u ruskoj Gogolj.
Noviji majstori groteske su kod Nemaca Franc Kafka, Hainrih Man, Bertold Breht, Ginter Gras, Direnmat; među Rusima Andrejev, Bulgakov; kod Engleza, odnosno Amerikancima Mark Tven i Oldos Haksli, a među ostalim evropskim piscima luiđi Pirandelo, Karel Čapek, Semjuel Beket i Ežen Jonesko (drama apsurda).
U našoj literaturi sa groteskom se susrećemo već u narodnoj književnosti, i to u pripovetkama. tako je, npr., kod Vuka Karadžića objavljena pripovetka Međedović, po nekim svojim strukturalnim elementima groteskna.
Kao groteskne slike mogu se shvatiti mnoge situacije u alegorično-satiričnim pripovetkama Radoja Domanovića (Danga, Stradija, Mrtvo more itd.).
Sa groteskom se susrećemo i u prozi slovenačkih pisaca S. Jenka, u kojoj u suštini tragičke ličnosti igrom slučaja dolaze u groteskne situacije, kao i u njegovom parodičnom epu Ognjeplamtič, u kojem se groteskno ostvaruje doslednom degradacijom i banalizacijom emocionalnosti i misaonosti karakterističnih za romantizam.
Ipak, o groteski u našim književnostima možemo govoriti tek od moderne. Tada ona postaje bitan element u Matoševoj prozi, a neke njegove pripovetke, kao Iglasto čeljade, tipično su groteskne. Njeni elementi su prisutni i u prozi Cankara, a najizrazitiji su u Kući Marije Pomoćnice.
Na groteskne situacije, nešto kasnije, nailazimo i u Andrićevom Putu Alije Đerzeleza, a kod Krleže, naročito u pripovetkama Hrvatski bog Mars i u romanu Povratak Filipa Latinovića, groteska postaje čak dominantna.
Sa groteskom se takođe susrećemo i kod R. Petrovića, a njenih elemenata ima i u prozi Momčila Nastasijevića, kod Kolara, Oskara Daviča, Bulatovića i Danila Kiša.
Montenj svoje eseje naziva grotesknim i monstruoznim kreacijama sastavljenim od različitih oblika, bez precizno definisane forme, u kojima su proporcija i red prepušteni slučaju, i to je prvo pominjanje groteske u književnosti. Pre njega je groteskno pisao Rable, ali svoje pisanje nije tako definisao.
Bahtin analizira groteskno kod Rablea : do tada se groteska objašnjavala kao preuveličavanje negativnog do granica čudovišnog. Bahtin smatra ovu koncepciju pogrešnom i kaže da su pritom zaboravljene dve mnogo važnije karakteristike grotesknog : ambivalentnost i folklorno poreklo. Ako groteska i jeste negacija, ona se ne odnosi na negiranje pojedinačnih odvojenih pojava, nego svekolikog ustrojstva života, i utoliko predstavlja afirmaciju novoga, što može da nosi samo pozitivno značenje. Kod Rablea predmet grotesknog podsmevanja je sve što štrči i iskače, sve što zjapi i guta; potpuno je nezainteresovan za ravnine i ujednačenost.
Nabokov ističe da Gogoljevu pripovetku Nos treba shvatiti kao literaran trik srodan narodnom karnevalskom humoru uopšte, a ne samo humoru na račun nosa posebno. Nabokov navodi narodne izraze i poslovice o nosu, a Bahtin obraća pažnju na psovke koje su prave riznice grotesknih slika.
Klasicizam, gajeći veliku ljubav prema antici, prezire groteskno. Tu vidi ostatke narodnog humora i narodne kulture srednjeg veka. Viktor Igo se u predgovoru Kromvelu obračunava sa takvim shvatanjima. On ne poriče univerzalnu lepotu koju je širila antika, ali zaključuje da isti utisak, ponovljen više puta, vremenom može da zamori. Uzvišeno za uzvišenim proizvodi sopstveni kontrast, i počinjemo da osećamo potrebu da se od svega toga odmorimo.
Osnovna zamerka klasicista odnosi se na vezu grotesknog sa Comeida dell'Arte. Deni Didro meša ova dva pojma i poistovećuje ih sa farsom. Ulične svetkovine jesu mnogo uticale na razvoj groteske, ali se to ne može shvatiti kao njena mana. Com dell'Arte je ipak umetničko delo. Ambivalentnost : maska ima nameru da poveže čoveka i životinju – predimenzioniran nos, izdužena brada, boja lica neprirodna i drečava. Ovakva slika u publici može da proizvede samo uznemirujuće efekte. Pokreti glumaca su komični i nespretni.
Stvaralaštvo romantičarskog perioda, posebno dramsko, je pod jakim uticajem Šekspirovih dela, a u isto vreme Comedie dell'Arte. U Geteovim delima, posebno u II delu Fausta, našlo se mnogo materijala za ovu studiju : npr. Forkijada – totalno različita od klasične (žali se da joj je dalja rođaka suviše blagog izraza). Karakteristika ovog perioda je i shvatanje sveta kao ludnice, koja seže do Kralja Lira.

## Teorije groteske u romantizmu
Fridrih Šlegel je pokušao da definiše grotesku u Razgovorima o poeziji – on to čini preko pojma arabeska, koja bi trebalo da bude strukturalni oblik groteske. Pisci groteske, kao što su Šekspir, Ariosto, Servantes su bili inspirisani božanskim genijem, imaginacijom. Arabeska služi razumevanju velikih dela u novim epohama.Didro, Stern i Žan Paul su pisci arabeske koja služi za stimulaciju mašte, ona je primitivna forma poezije i osnova velike umetnosti.
Definicija groteske F.Šlegela : Groteska je oblik kontrasta sadržaja i forme, nestabilna mešavina heterogenih elemenata, eksplozivna snaga paradoksalnog, smešnog i užasnog. Karikatura je veza između naivnog i grotesknog, pa je analogno tome groteska karikatura bez naivnosti.
Kristof Martin – uočava tri vrste karikature :
1. istinitu, pravu karikaturu – kada autor reprodukuje prirodne nedostatke, ukoliko ih ima;
2. preteranu – kada se, iz raznih razloga, insistira na monstruoznosti subjekta, ali se još uvek zadržava sličnost sa modelom;
3. fantastičnu karikaturu ili grotesku – kada sličnost sa modelom više ne postoji, a cilj je da se kod publike izazove gađenje, smeh ili uznemirenost, sve zahvaljujući monstruoznosti kreacije i njenoj apsurdnosti.
F.Šlegel govori o groteski u drami : ona stvara pogled na haos koji je u isto vreme i stravičan i smešan. Novi svet tragikomedije pridružuje se ovakvom shvatanju stvarnosti – tragikomedija i groteska su konceptualno povezane – i istorija groteske u oblasti drame je u stvari tragikomedija.
Viktor Igo smatra da groteska igra veliku ulogu u modernoj misli. Sa jedne strane stvara užasno i bezoblično, a sa druge komično i lakrdijaško. Ona privlači umetnike koji se interesuju za natprirodno i religiozno, ali i poete sa slikovitom imaginacijom. Koristi nestvarna bića iz narodne tradicije srednjeg veka. Ona je u hrišćanski pakao stavila nakazne figure koje su inspirisale Dantea i Miltona, kao i ljude smešnih dimenzija koji postoje na burlesknim Kaloovim slikama. Ona je prešla iz idealnog u realni svet, otkrivajući pritom nepresušne izvore za parodiranje čoveka. Lepo obično ima jedan oblik, dat u likovima Dezdemone, Julije i Ofelije. Ružno se, nasuprot tome, javlja u hiljadu oblika : kao smešno, lažno, perfidno, licemerno, odvratno, nisko, bolesno... ili u umetnosti kao Jago, Tartif, Polonije, Figaroitd.
Igo termin groteskno koristi u smislu estetičke kategorije, ali groteskno bi trebalo posmatrati u skladu sa njegovom funkcijom u nekoj većoj celini (a ne kao pojedinačna figura). Samo u određenom kontekstu, kao deo veće strukture, groteskno čini da individualne forme dobiju šira značenja i postanu ekspresivne. Čak i u ornamentalnoj groteski, pojedinačna apsurdna figura bila bi samo motiv van konteksta koji bi je učinio dramatičnom.
Hofman je jedan od najznačajnijih pisaca groteskne literature. U Hofmanovim delima umetnik (obdaren bogatom imaginacijom, u opasnosti je da bude izložen stranim silama koje udaljavaju od njega realan svet) je taj koji povezuje stvarnost sa natprirodnim i najčešće gubi vezu sa svetom, zahvaljujući svojoj sposobnosti da prodre kroz omotač realnosti. Kod Hofmana, groteska još nije osnova celog dela. Ona je još uvek na nivou motiva koji se povremeno javlja u okviru strukturalne romantične pripovesti. (Đavolji eliksiri – želeo je da se pomoli, kada je video osobe za koje je smatrao da su skladne i nežne, a koje su bile pretvorene u karikature : glava među nogama, oči divlje zure u njega, gavran sa ljudskim licem, grudi služe kao violina...). Pitanje da li groteska uopšte može biti u osnovi čitavog dela rasvetljavaju dela Poa, Kafke i Pirandela.
Poova prva zbirka se zove Priče arabeske i groteske, ali Po ova dva termina koristi kao sinonim. On se obično koristio hofmanovskim motivima : motiv dvojnika, umetnikova smrt, misteriozno prisustvo udaljenih i prošlih stvari koje ljude vodi u smrt... Bitna razlika između Poa i Hofmana: Hofmanovi umetnici nisu u stanju da se izbore sa natprirodnim i fantastičnim, dok Po kombinuje apsurdne elemente i objašnjenja sa zadivljujućim talentom za imaginaciju (Ukradeno pismo – po Dipenu, čovek mora da bude matematičar i pesnik u isto vreme, da bi se izborio sa neobičnim događajem). Po koristi grotesku u dva smisla : da opiše konkretne situacije i da da ton čitavom delu, u skladu sa užasnim, neshvatljivim, neočekivanim, bizarnim, fantastičnim i mračnim događajima.
Hegel pravi jasnu razliku između termina groteska i arabeska. Arabeska je ornamentalna forma u kojoj su arabeskni i groteskni motivi spojeni. To su razorene biljne forme, ljudski i životinjski oblici obloženi biljnim, isprepletane i izuvijane slike iz živog i neživog sveta. To nisu obični proizvodi mašte. Ako sadrže neku simboličnu vrednost, prelaz iz realnog sveta u neki drugi je na njima jasno vidljiv.

## Groteska u realizmu
U periodu realizma, koji svoju inspiraciju nalazi u stvarnosti, groteska nije aktivno sredstvo. Posle odobravanja u romantizmu, groteska u realizmu opet nalazi na neodobravanje, mada je i dalje prisutna u literaturi. Ma koliko da je natprirodna, fantastična, groteska je vrlo prepoznatljiva u svakodnevici i ne može se izbeći. Tako se groteskni opisi nalaze kod Dostojevskog, Balzaka, Dikensa.
Posebno Dikens obraća pažnju na sve preteranosti i nesrazmere u Londonu. On stvara realističku grotesku, daje slike iz realnog sveta, vezujući ih uzročno-posledičnim vezama, ali u isto vreme stavlja akcenat na njihovu ružnoću.
Iako Bjelinski prigovara Gogolju zbog fantastičnih elemenata kojima se koristi – oni ostaju najbitnija odlika njegovog stvaralaštva. Gogoljevi junaci, za razliku od Hofmanovih, nisu više umetnici koji prodiru sa one strane stvarnosti, već su obični ljudi čija duša ne teži za sveopštom lepotom, već za najminimalnijom socijalnom egzistencijom. Motivi kojima se Gogolj služi su apsurdni – čovek bez nosa, mrtvac koji se svake noći pojavljuje među živima, ali je način njihove obrade krajnje realističan. Gogolj kao da insistira na jednostranosti pripovedanja i kauzalnim vezama između događaja.

## Zaključak
Naravno, u različitim epohama i kod različitih pisaca oblici groteske se menjaju, kao što je različita i njena funkcija u delu. Ipak, za grotesku je karakteristično da otvara svoje posebne uvide u prirodu realnosti tako što na alogičan i paradoksalan način dovodi u vezu nespojive, disparentne, elemente, naročito komično i jezivo ili komično i tragično, te tako depatetizira ono što predstavlja, i otkriva u tome neki sarkastični nesklad. U postizanju takvog umetničkog dejstva groteska se često služi i fantastičnim, preteranim karikiranjem koje dovodi oblik do izobličenja, a smisao do besmisla.

## Spoljašnje veze
- Video tour of the most vivid examples of medieval Parisian stone carving - the grotesques of Notre Dame Архивирано на веб-сајту  (11. март 2007)
- The Grotesque: Bloom's Literary Themes edited by Harold Bloom and Blake Hobby